# Волфганг Кьопен
Волфганг Кьопен (на немски: Wolfgang Koeppen) е германски белетрист, автор на пътеписи и есета.

## Биография и творчество
Роден е на 23 юни 1906 г. в Грайфсвалд, Мекленбург-Предна Померания. Израства като извънбрачно дете. Съвсем млад става сътрудник на Грайфсвалдския градски театър и посещава лекции по германистика в местния университет. Пътува и участва в различни театри като актьор и драматург. Започва да пише и си създава име на романист.
Кьопен принадлежи към онова литературно поколение във Федерална република Германия, което си поставя за задача да съживи опустошения културен пейзаж след дванадесетте години на националсоциализма и разрухата от войната. Той е един от първите творци, които се заемат да пресъздадат художествено новата социална и политическа действителност в страната. Представител е на движението литература на развалините.

## Основни творби
В началото на 50-те години Волфганг Кьопен публикува три романа, сходни по тематика – своеобразна трилогия за следвоенния живот в западната част на Германия, като всеки от тях разглежда определено социално явление.
Първият роман, „Гълъби в тревата“ (1951), пресъздава един типичен ден от живота на град Мюнхен през 1948 г.
Вторият роман, „Оранжерията“ (1953), има за тема корупцията на бонското правителство. Романът е конципиран като притча въз основа на библейската легенда за пророк Йона, възвестил близката гибел на град Ниневия.
Най-значителната белетристична творба на Волфганг Кьопен от тази поредица е третият роман – „Смърт в Рим“ (1954). Той съдържа обвинения срещу немския милитаризъм и разкрива опасното влияние на нацистката идеология върху определени социални прослойки във Федералната република. В една статия Кьопен казва: „Всички ние живеем с политиката, всички ние сме нейни обекти или дори нейни жертви. Как може писателят да се държи като птицата щраус и кой, ако не писателят, трябва в нашето общество да поеме ролята на Касандра?“

## Послание
Когато през 1962 г. Волфганг Кьопен получава престижната литературна награда „Георг Бюхнер“, в приветствената си реч той казва: „Видях поета, писателя при отхвърлените от обществото, видях го като страдащ и като съчувстващ на чуждата мъка. По-късно чух да се говори за ангажирана литература и ме порази това, че от нещо самопонятно, от нещо като дишането искат да направят художествено направление или литературна мода. Аз не се числя към никоя политическа или литературна групировка, не подписвам никакви манифести и декларации. Принадлежа към писателското съсловие, което е призовано да предизвиква у читателя озлобление.“
Сам Кьопен нарича творбите си „опит за монолози против света“. Но по силата на особен парадокс неговият протест срещу съществуването се превръща в пледоария за нова човечност.

## Награди и отличия
- 1962: „Награда Георг Бюхнер“
- 1965: „Голяма литературна награда на Баварската академия за изящни изкуства“
- 1967: „Награда Имерман“
- 1971: „Награда Андреас Грифиус“
- 1974: Stadtschreiber von Bergen
- 1982: „Мюнхенска почетна културна награда“
- 1984: „Награда Арно Шмит“ на Фондация „Арно Шмит“ в Баргфелд
- 1986: Pommerscher Kulturpreis
- 1987: „Награда Франц Набл“
- 1990: Почетен доктор на университета в Грайфсвалд
- 1994: Почетен гражданин на Грайфсвалд

През 1989 г. родният град на писателя Грайфсвалд учредява в негова памет литературната награда „Волфганг Кьопен“, която се присъжда на всеки две години.